# Avril et le Monde truqué
Avril et le Monde truqué (letteralmente in italiano, Avril e il Mondo ingannevole)  è un film d'animazione del 2015 di produzione franco-canadese-belga. Diretto da Christian Desmares e Franck Ekinci (che lo ha co-sceneggiato con Benjamin Legrand), racconta una storia d'avventura fantascientifica ambientata nella Parigi di un'ucronia distopica steampunk. Lo stile grafico è ispirato ai lavori del fumettista Jacques Tardi.
In Italia il film è inedito.

## Trama
Nel 1870, alla vigilia della guerra franco-prussiana, l'imperatore Napoleone III, accompagnato dal maresciallo Bazaine, visita il laboratorio del famoso biologo Gustave Franklin per valutare il suo progetto di allevamento di supersoldati invincibili. L'imperatore è disgustato dai risultati: due draghi di Komodo intelligenti e parlanti, ma inadatti alla guerra. Ordina quindi a Bazaine di sparargli, ma le creature scappano e l'imperatore provoca accidentalmente un'esplosione che uccide tutti i presenti. Suo figlio Napoleone IV negozia un trattato di pace con la Prussia per scongiurare la guerra, assicurando così il trono francese alla famiglia Bonaparte.
Nel corso dei successivi 60 anni, numerosi rinomati scienziati scompaiono misteriosamente e, di conseguenza, i progressi scientifici si fermano al tempo della rivoluzione industriale: l'umanità fa quindi affidamento sul carbone e sulla combustione della legna. Le foreste dell'Europa sono state praticamente eliminate e l'aria è gravemente inquinata. L'impero francese pianifica una guerra per appropriarsi delle vaste foreste del Canada, e obbliga gli scienziati rimasti a lavorare nel disperato tentativo di modernizzare le armi, ordinando l'arresto di coloro che si nascondono per non prestare servizio.
L'ispettore Gaspar Pizoni è alla ricerca dei discendenti di Gustave Franklin: suo figlio Prosper (chiamato "Pops" dai famigliari), il nipote Paul,  Annette (moglie di Paul) e la pronipote Avril, i quali hanno continuato a lavorare su un siero per la vita eterna nella speranza di migliorare la salute del mondo; il loro lavoro ha prodotto un gatto parlante di nome Darwin. Proprio quando il siero è stato perfezionato, gli uomini di Pizoni fanno irruzione nel loro laboratorio e tentano di arrestarli. Pops fugge, mentre gli altri salgono su una teleferica diretta a Berlino e Annette nasconde il siero nel globo di neve di Avril. Una strana nuvola nera in tempesta colpisce la teleferica provocandone l'esplosione, e con essa la morte dei passeggeri. Avril viene mandata in un orfanotrofio statale, dal quale fugge portando con sé Darwin e la sfera di neve; Pizoni, ritenuto responsabile del disastro, viene degradato a vigile urbano. Le misteriose sparizioni degli scienziati continuano per altri dieci anni.
Nel 1941 Avril, diventata una giovane donna, continua a lavorare sul siero per curare Darwin, gravemente malato; nel frattempo, Pizoni assume un piccolo delinquente, Julius, per rintracciarla e guadagnare la sua fiducia. L'esperimento di Avril non funziona ma, rompendo per la rabbia alcune attrezzature, capisce che sua madre ha nascosto il siero nel globo di neve, dopo che Darwin lecca alcune gocce e torna in salute. Il gatto quindi salta d'istinto su un topo, e Avril nota che il roditore è coperto da piccoli congegni elettronici che inviano un messaggio vocale d'avvertimento da parte di suo padre Paul; improvvisamente ricompare la nuvola nera in tempesta che taglia tramite un puntatore laser la testa della statua all'interno della quale avevano allestito un laboratorio. Avril e Darwin scappano grazie all'aiuto di Julius.
In un luogo sconosciuto Rodrigue e Chimène, i due draghi di Komodo trasformati dal siero di Gustave, cercano di indurre Paul a convincere sua figlia a unirsi a loro, ma quest'ultimo rifiuta sostenendo di aver capito che il loro piano è destinato al fallimento e alla distruzione del mondo. Al contrario, Annette invece è pronta a obbedire e a lavorare con gli altri scienziati rapiti, i quali hanno pazientemente costruito una giungla sotterranea coperta con la tecnologia più all'avanguardia.
Avril ritrova finalmente suo nonno e lui la porta nel suo rifugio, una casa nascosta in un capannone abbandonato; Pops spiega alla nipote che non è ancora riuscito a scoprire dove si trovano i suoi genitori, poi si offre di andare a recuperare il topo alla statua, ignaro del fatto che Julius, che lo accompagna, ha avvertito la polizia. Pops viene portato in un centro di ricerca sulle armi governative a Fort-la-Latte, dove trova altri scienziati che studiano una misteriosa macchina trovata sul fondo del mare, che si rivela essere un aeroplano alimentato dall'elettricità; viene arrestato anche Pizoni, avendo disobbedito all'ordine di archiviare il caso. Julius e Avril, dopo essere scappati dall'attacco di un gruppo di bizzarri soldati-cyborg, raggiungono la prigione segreta e la ragazza attiva un sistema di sicurezza che converte la casa in un bunker mobile, sfuggendo così a Rodrigue, che li aveva localizzati.
La casa fa breccia nel forte, provocando un'alluvione e distruggendo la casa stessa. Avril, Julius, Darwin, Pops e Pizoni scappano sull'aereo, all'interno del quale trovano un filmato che rivela che sono stati i due draghi di Komodo allevati da Gustave quelli che hanno rapito gli scienziati: Rodrigue e Chimène hanno sfruttato gli scienziati per creare l'ecosistema di una giungla sotto Parigi, dove gli scienziati rapiti stanno lavorando a un progetto ambizioso e misterioso insieme ai figli dei due rettili. Pops smaschera il tradimento di Julius a causa di un'osservazione fatta dalla polizia durante il suo arresto, e Avril, furiosa, si rifiuta di parlare al giovane. Rodrigue riesce a dirottare l'aereo verso la sua base segreta, ma il veicolo viene distrutto quando sorvola la giungla sotterranea, dato che Pizoni ha distrutto i sistemi di stabilizzazione.
Un rettile distrugge accidentalmente la centrale elettrica principale liberando Paul, Pops e Pizoni. Avril, Darwin e Julius si riuniscono con Annette, che rivela il progetto definitivo dei rettili: lanciare un razzo carico di vegetazione resa invulnerabile dal siero verso altri pianeti, terraformandoli per sfuggire alle guerre, all'inquinamento e alla violenza degli umani. Avril afferma di non essere riuscita a sviluppare il siero, ma la madre le dice che in realtà è stato proprio il suo siero ad aver salvato Darwin, e non quello che loro avevano sviluppato; Chimène mostra loro il topo che Darwin aveva ucciso, poi sopravvissuto dato che mordendolo il gatto gli aveva trasmesso il siero di Avril. Quest'ultima ricostituisce la propria formula e la consegna a Chimène in cambio della liberazione di sua madre, presa in ostaggio per conto di Rodrigue. Pops e Pizoni vengono catturati e trovano Paul prigioniero per essersi ribellato al progetto, non fidandosi delle motivazioni dei rettili.
Stanco del pacifismo della sua compagna, il bellicoso Rodrigue afferra la provetta del siero, ne beve il contenuto e svela il suo piano: far esplodere il razzo a bassa quota per eliminare la specie umana dalla faccia della Terra, per poi farla dominare dai draghi di Komodo. Rodrigue uccide Chimène, che si oppone ai suoi progetti (e i loro figli si dividono tra i sostenitori del padre e della madre), poi attiva il razzo poco prima di essere ucciso con uno sparo da Julius, che aveva segretamente scambiato la provetta con una contenente solo acqua. Prima di ricongiungersi con Annette, il gruppo di Avril provoca un blackout che libera i prigionieri, mentre Darwin riesce a regolare l'altimetro al valore giusto affinché il razzo esploda all'altitudine prevista. Prima di scappare con la sua famiglia e Julius, Avril bagna la vegetazione all'interno del razzo con il suo siero, compiendo la volontà di Chimène.
Un telegiornale annuncia che il 16 settembre Pizoni è stato nominato capo dei servizi segreti dall'imperatore Napoleone V. Gli scienziati liberati avanzano rapidamente nelle scoperte tecnologiche, perfezionando il petrolio come fonte di energia, ponendo fine nel 1951 alle guerre per le fonti di carburante e inventando molti apparecchi elettrici. Nel 2001 Avril, che nonostante gli esperimenti non è riuscita a rendere il siero compatibile con l'organismo umano, viene avvertita dal marito Julius che l'uomo è finalmente sbarcato sulla Luna (che è ricoperta di vegetazione proprio come Marte e Venere), dove Darwin è stato trovato in ottima salute.

## Colonna sonora
La colonna sonora è stata composta da Valentin Hadjadj e pubblicata il 30 ottobre 2015 da 22D Music. L'album contiene 20 tracce per una durata totale di 37:58.
1. Avril et le monde truqué – 2:38
2. Poursuite dans les silots – 2:16
3. Filature – 1:23
4. Les robes – 1:24
5. Vers la gare – 1:15
6. Paul prisonnier – 1:41
7. La fête foraine – 1:13
8. La mort de Darwin – 2:50
9. Jusqu'au repaire – 1:24
10. Attaque de la métamaison – 1:37
11. La jungle – 1:32
12. Attaque du fort – 1:19
13. Le sérum – 2:15
14. Rodrigue devient fou – 1:51
15. Arrivée au pas de tir – 1:19
16. Les retrouvailles – 1:46
17. Le lancement – 1:36
18. Décollage – 2:30
19. Épilogue – 2:11
20. Les molécules de l'amour – 3:58

## Accoglienza

### Critica
Avril et le Monde truqué ha ricevuto un'ottima accoglienza da parte della critica. Sull'aggregatore Rotten Tomatoes ha un indice di approvazione del 96% basato su 57 recensioni, con un voto medio di 7,7 su 10; il consenso dei critici afferma: «Ricco di una vivace immaginazione che si addice al suo titolo altrettanto ricco di promesse, Avril et le Monde truqué offre delizie spettacolari per gli appassionati di animazione desiderosi di avventurarsi al di fuori dei sentieri battuti». Su Metacritic il punteggio ottenuto è di 85 su 100 basato su 17 recensioni, equivalente a un'“acclamazione universale”.

### Incassi
Avril et le Monde truqué si è rivelato un flop in quanto, a fronte di un budget di 9180292 €, ha incassato soltanto 495879 $.

## Riconoscimenti
- 2015 - Festival internazionale del film d'animazione di Annecy[9]
  - Miglior film d'animazione
- 2016 - Premio César[10]
  - Candidatura al miglior film d'animazione
- 2016 - Prix Jacques Prévert du Scénario[11]
  - Menzione speciale
- 2016 - San Diego Film Critics Society Awards[12]
  - Candidatura al miglior film d'animazione
- 2016 - St. Louis Film Critics Association[13]
  - Candidatura al miglior film d'animazione
- 2017 - Annie Award[14]
  - Candidatura al miglior montaggio in un film d'animazione a Nazim Meslem